# Hanseniella tenella
Hanseniella tenella är en mångfotingart som beskrevs av Ribaut 1914. Hanseniella tenella ingår i släktet syddvärgfotingar, och familjen snabbdvärgfotingar. Inga underarter finns listade i Catalogue of Life.